# Покровка (Безенчукский район)
Покро́вка (чув. Улхаш) — село в составе сельского поселения Звезда Безенчукского района Самарской области.
Расположено на левом берегу Чапаевки. Вблизи села проходят автодорога Самара — Саратов и железнодорожный обход городов Чапаевск / Новокуйбышевск / Самара.

## История
Основана в 1912 году калмыками.
Место дислокации первого в СССР завода по уничтожению химического оружия (ЗУХО).
Для строительства была избрана территория в/ч 42731, где с 1940-х гг. находились склады химического оружия, например склад N 433 Наркомата обороны СССР. Сюда же перед началом ВОВ была перевезена часть химического оружия из г. Москвы (Очаково, склад НКО № 136), а также большие партии стойких отравляющих веществ (ОВ) с военного завода N 102 (ныне Средне-Волжский завод химических удобрений, г. Чапаевск). Строящемуся объекту присвоен условный шифр «1212». Начальником объекта «1212» стал полковник В. К. Соловьев.

## Население
| 2010 | 2012 | 2013 | 2014 | 2015 | 2016 |
| ---- | ---- | ---- | ---- | ---- | ---- |
| 305  | ↘299 | ↘297 | ↗305 | ↗367 | ↘340 |